# Кватерник, Эуген
Эуген Ква́терник (хорв. Eugen Kvaternik; 31 октября 1825, Загреб — 11 октября 1871, деревня Раковица, Кордун) — хорватский политический деятель и писатель, один из основателей Хорватской партии права.

## Детство, юность и начало политической карьеры
Эуген Кватерник родился 31 октября 1825 года в Загребе в семье профессора. В 1842—1844 годах изучал теологию в Сене и Загребе, затем — право (1844—1845) и педагогику (1845—1846) в Пеште. В 1847 году получил право преподавать, а в 1848 году — право заниматься адвокатской деятельностью.
После упразднения в 1848 году баном Йосипом Елачичем феодализма, хорватам была предоставлена бо́льшая независимость от Австрии. Это вдохновляло сторонников полной независимости Хорватии, в числе которых был и Кватерник. Проработав адвокатом в городе Брод-на-Купи с 1851 по 1857 год, он был вынужден эмигрировать из Австрии в связи с запретом профессии адвоката.
В 1858 году пытался найти политическую поддержку в Российской империи, где находился в эмиграции. Когда это не удалось, Кватерник решил дистанцироваться ото всех славянских государств и народов и обратиться за помощью к Франции.

## Создание Хорватской партии права
Возвратившись в Загреб в 1860 году, Кватерник был избран депутатом Сабора. 26 июня 1861 года вместе с другим депутатом — Анте Старчевичем — представил на заседании Сабора программу, декларирующую наделение Хорватии правами широкой автономии в составе Габсбургской монархии (на тот момент Хорватия была разделена на несколько частей). 26 июня 1861 года принято считать днём основания Хорватской партии права.
В 1862 году за свою политическую деятельность Кватерник сначала был арестован, а затем — выслан из Австрии. Находясь в Италии, сотрудничал с Джузеппе Гарибальди и польскими, венгерскими и чешскими эмигрантами. После коронации Франца Иосифа в 1867 году Кватернику было позволено вернуться на родину.

## Восстание в Раковицеи гибель
В начале октября 1871 года Кватерник и несколько членов Хорватской партии права, не соглашаясь в том числе и с официальной политикой собственной партии, начали восстание в деревне Раковица в Кордуне. Восставшие провозгласили следующие цели:
- Освобождение хорватов от австрийского и венгерского притеснения.
- Провозглашение независимой Хорватии.
- Всеобщее равенство перед Законом.
- Муниципальное самоуправление.
- Упразднение Военной границы и образование свободных жупаний.
- Уважение ко всем религиям.

Восставшие также призывали примкнуть к ним православных сербов, что некоторые из них и сделали, тем не менее восстание было быстро подавлено. Большинство участников, включая Кватерника, были убиты.

## Список работ
- Хорватия и итальянская конфедерация (La Croatie et la confédération italienne, 1859)
- Политические исследования (Politička razmatranja, 1861—1862)
- Хорватский капиталист (Hrvatski glabničar, 1863)
- Восточный вопрос и хорваты (Istočno pitanje i hrvati, 1868)

## Признание
В 1869 году Эугену Кватернику было присвоено звание почётного гражданина города Загреба.
Именем Эугена Кватерника были названы многие улицы и площади городов Хорватии, в том числе и одна из площадей Загреба.